# Losap (atolón)
Atolón Losap, Islas Losap, Islas Duperrey, Islas D'Urville, Atolón Emwar, Islas Royalist, Islas Realistas o Islas Westervelts (en inglés: Losap Atoll) es un atolón de las Islas Mortlock en el Océano Pacífico Central, que forman parte de las Islas Carolinas.
Administrativamente pertenece al municipio de Losap, en la región de Mortlocks, en el estado de Chuuk de los Estados Federados de Micronesia, en la parte occidental del país, a 600 km al oeste de Palikir, la capital nacional.
Losap es también el nombre de una de las cuatro islas en el atolón. Esta isla se encuentra en la laguna exterior (islas exteriores). Hay 3 aldeas en Losap: Pekias, Sotiw, y lukan, que también tienen grupos en las aldeas.
Las islas exteriores tienen maneras diferentes de decir las palabras en la lengua Chuuk, su acento es completamente diferente del de la gente de la laguna.

## Islas

### Grupo del Sur (Islas Pis)
- Alananubu
- Fanuanwin (Fannaanwin)
- Isla Talap
- Isla Pis

### Grupo oriental
- Isla Laol
- Isla Losap
- Isla Oite
- 7 motus más pequeños

Los grupos sur y este están claramente separados por el canal de Morappu en el oeste del atolón y el canal de Morchan en el este. Los grupos también corresponden a las dos municipalidades del atolón.